# لين سوندرز
لين سوندرز (بالإنجليزية: Linden Charles Mansell Saunders)‏ هو معلم موسيقى نيوزيلندي، ولد في 5 ديسمبر 1908، وتوفي في 24 مارس 1995.